# Stian Molde
Stian Stray Molde (* 19. Dezember 1996) ist ein norwegischer Fußballspieler. Der Abwehrspieler steht aktuell beim norwegischen Erstligisten Fredrikstad FK unter Vertrag.

## Karriere
Molde stand in seiner Jugend für verschiedene Jugendmannschaften von Asker Fotball auf dem Platz. Bei dem norwegischen Klub schaffte er auch den Sprung in den Herrenfußball. Er debütierte am 14. Juli 2012 als 17-Jähriger bei den Profis in der dritten Liga. Im Heimspiel gegen Mo IL wurde er in der 88. Spielminute beim Stand von 5:2 für Asker eingewechselt. Bereits mit 20 Jahren wurde Molde bei Asker zum Kapitän ernannt.
Nach über 7 Jahren bei Asker und über 130 Spielen wechselte Molde im November 2018 zum damaligen Ligakontrahenten Fredrikstad FK.
Bei Fredrikstad etablierte sich Molde direkt zum Stammspieler und wurde innerhalb seiner ersten zwei Jahre dort ebenfalls Co-Kapitän. Außerdem gelang ihm mit Fredrikstad der Aufstieg 2020 von der PostNord-Liga in die OBOS-Liga. Worauf 2023 der Aufstieg in die Eliteserien folgte. 2024 krönte sich Molde mit Fredrikstad außerdem noch zum norwegischen Pokalsieger.
Außerdem bestritt Molde insgesamt 16 Länderspiele für die U17-, U18- und U19-Nationalmannschaften Norwegens.